# Valerius von Bernage
Valerius von Bernage (französisch: Saint Valéric, Saint Valéry, Saint Vaury u. ä.; * um 550; † um 620) war ein Eremit im Süden Frankreichs, der später als Heiliger verehrt wurde.

## Leben
Gemäß der Überlieferung soll Valerius aus dem heutigen Belgien stammen. Um das Jahr 565 ging er nach Limoges, um zum Grab des weithin berühmten hl. Martial (3. Jahrhundert) zu gelangen. Später zog er sich in die Waldeinsamkeit der Bernage-Berge bei Guéret zurück, um dort als Einsiedler zu leben. Abgesehen von wenigen weiteren Besuchen am Grabe Martials lebte er in der Zurückgezogenheit des Waldes, wohin ihm andere Eremiten folgten.

## Verehrung
Der hl. Valerius wird auch in Frankreich nur selten verehrt. Der Ort Saint-Vaury im Département Creuse trägt seinen Namen und die Kirche von Boisseuilh ist ihm geweiht. Sein Gedenktag ist der 10. Januar.

## Darstellung
Nur eine einzige spätmittelalterliche Darstellung des Heiligen ist bekannt; sie befindet sich in der Kirche von Boisseuilh. Aus dem 19. und 20. Jahrhundert stammen einige wenige Glasfenster mit fiktiven Darstellungen.